# Superdeporte
Superdeporte Empresa Editorial, S.A., más conocido por su nombre comercial, Superdeporte, es una publicación diaria deportiva española con sede en Valencia, de pago y editado por Prensa Ibérica. Fue fundado en 1993 y está dirigido por Pablo Leiva (en funciones). Es el quinto periódico en importancia a nivel nacional y el primero fuera de Madrid y Barcelona en este sector.[cita requerida] El 12 de julio de 2025 eliminó su edición impresa y se centró en potenciar la digital.
Es considerado el periódico de referencia del deporte en la Comunidad Valenciana: tanto a nivel de clubes como de los deportistas más destacados. Este medio está especializado en la información sobre el Valencia Club de Fútbol, el Valencia Club de Fútbol (femenino), Levante UD, Levante Unión Deportiva (femenino), Valencia Basket, CAU Rugby Valencia o Villarreal C.F., entre otros, de los que es referencia local y nacional.
Su edición digital tuvo una buena acogida dentro de la prensa valenciana en 2014 y 2015 debido a su notable crecimiento. En julio de 2021 llegó a superar el millón de usuarios únicos en un solo día por primera vez. Unos números que han seguido aumentando hasta alcanzar el récord histórico en enero de 2022 con casi 9'4 millones de usuarios.

## Secciones
El diario se centra básicamente en la actualidad deportiva de la provincia de Valencia, principalmente el fútbol, dando cobertura especial al Valencia CF y Levante UD, quienes disponen de secciones destacadas propias. 
Además, también cubre la actualidad de Villarreal C.F., Elche CF, Hércules CF, y de equipos a nivel regional y nacional de las principales categorías del fútbol nacional e internacional. 
También destaca la amplia información de su sección Polideportivo con el Valencia Basket Club como estandarte, además de las carreras populares y el Maratón de Valencia, los principales equipos de rugby como el CAU Rugby Valencia, el fútbol sala, los pilotos valencianos del Campeonato Mundial de Motociclismo, los tenistas valencianos y todo el deporte minoritario de la Comunitat.

## Periodistas y colaboradores destacados
- Pablo Leiva
- Jorge Valero
- Javier Bengoa
- Andrés García
- Pascual Calabuig
- Iván Carsí
- Rafael Jarque
- Manel J. Ghelli
- Pau Pardo
- Rafa Esteve
- Jaume Puig
- Rosa Campos